# 요한 크리스토퍼르손
요한 다비드 크리스토퍼르손(스웨덴어: Johan David Kristoffersson, 1988년 12월 6일 ~ )은 스웨덴의 자동차 경주 선수이다. FIA 월드 랠리크로스 챔피언십 7회 우승자로 2017, 2018, 2020, 2021, 2022, 2023, 2024년에 우승을 달성했다. 2018년 시즌 12개 이벤트 중 11개 우승으로 최다 경주 우승 기록을 달성했다. 2012년 슈퍼스타즈 시리즈 챔피언십 우승, 스칸디나비아 투어링카 챔피언십 등을 우승했다. 전직 모터스포츠 선수이자 팀 운영자인 토미 크리스토퍼르손의 아들이다.